# Buscador vertical
En informática, un buscador vertical es un buscador especializado en un sector o nicho concreto, lo que le permite analizar la información con mayor profundidad que un buscador genérico, disponer de resultados más actualizados y ofrecer al usuario herramientas de búsqueda avanzadas.

## Origen
Los motores de búsqueda de nichos no son una novedad. Sitios web que ayudan a los usuarios a encontrar gente, comprar, y conseguir información de empresas o negocios han existido durante años. Pero el número de estos buscadores ha incrementado exponencialmente en los últimos años. La búsqueda local es un segmento en expansión, con Google Local y muchos diarios digitales ofreciendo esta funcionalidad.
Las empresas, igual que los consumidores, utilizan Internet por razones muy variadas. A veces, intentan conseguir toda la información posible, y para eso, motores de búsqueda como Google y Yahoo! satisfacen sus necesidades. Sin embargo, también necesitan de informaciones muy específicas relacionadas con su sector, y aquí es donde aparecen los buscadores verticales. Permiten a las empresas obtener lo que los grandes buscadores no pueden ofrecerles, sin el uso de complejas combinaciones de palabras clave: contenido relevante y esencial sin un exhaustivo volumen de información.

## Buscadores verticales y buscadores genéricos
Un buscador genérico (como por ejemplo Google, Yahoo o Bing) funciona utilizando unos programas (llamados robots o arañas) que rastrean Internet y leen tantas páginas como puedan. El buscador crea posteriormente un índice que contiene las palabras de los documentos leídos, utilizando un algoritmo propietario que asegure que para cada búsqueda se devuelvan los resultados más significativos.
Los buscadores verticales envían sus robots a un número limitado de páginas web sobre un tema concreto, lo que permite que tanto la obtención de la información como la creación del índice sean más especializados en el sector del que se trata. Al tratarse de un número de fuentes más reducido que en un buscador genérico los buscadores verticales pueden también actualizar su información con mayor frecuencia. Adicionalmente, un buscador vertical ofrece a los usuarios mecanismos de búsqueda avanzada específicamente diseñados para el sector.
Los buscadores verticales o temáticos suponen una nueva generación después de los modelos de búsqueda horizontal como Google y Yahoo. La revista Business Week ha clasificado los buscadores verticales como parte de un “renacimiento tecnológico”. En los EE. UU., The New York Times Company y News Corp’s Fox Interactive Media han invertido cinco millones de dólares y trece millones de dólares, respectivamente, a cambio de participaciones minoritarias en buscadores verticales.

## El usuario de buscadores verticales
Con el creciente uso de los buscadores tradicionales, el volumen de información que ofrecen ha aumentado sustancialmente. Esto ha resultado cada vez más frustrante para los usuarios que han intentado buscar información en un tema especializado, como información local, destinos de viaje o canales específicos para empresas.
En el sector del marketing empresarial, términos que tienen significados muy específicos devuelven una ingente cantidad de resultados cuando se usan como palabras clave en los grandes motores de búsqueda. Por ejemplo, un dentista está buscando información sobre cerámica, un material común en prótesis dentales. Si introduce la palabra "cerámica" en Google, este le ofrecerá millones de resultados, pero la mayoría de los que aparezcan en las primeras páginas estarán referidos a pasatiempos tales como la alfarería. En el caso contrario, si la búsqueda se realiza en un buscador vertical del sector de la odontología, este devolverá resultados con mayor relevancia para el usuario.

## El comprador en el marketing de buscadores verticales
En el nivel más simple, el comprador en buscadores verticales es un profesional del marketing que quiere ser encontrado por el usuario de estos motores de búsqueda especializados. Cuando una persona realiza búsquedas en la Web mediante un buscador o directorio, se considera que está en "modo caza". Los profesionales del marketing entienden que este "modo caza" significa que el usuario está en algún punto del ciclo de compra. Eso provoca que los resultados de la búsqueda sean las mejores fuentes de tráfico, tanto si el tráfico se ha originado de forma "orgánica" o mediante resultados patrocinados.
Para aprovechar este fenómeno algunos sitios web combinan la búsqueda vertical con la compra comparativa (p.e. los buscadores de viajes). Esto incrementa la calidad del tráfico originado por estos sitios, así como el "poder" del motor de búsqueda en sí mismo.
Los buscadores verticales unen las motivaciones del comprador de espacios publicitarios (para ser expuesto a una audiencia segmentada) con las del usuario (de poder buscar en todo el mercado vertical). Conseguir estos objetivos, permite a los usuarios colaborar en la revisión de los resultados de las búsquedas, y a los compradores obtener mejores rankings en los buscadores universales como Google, y por lo tanto reducir su inversión publicitaria en línea.